# 飯田画廊
飯田画廊（いいだがろう）は、1962年に東京都中央区銀座に設立された老舗画廊である。バルビゾン派の画家をはじめ、近現代の洋画家や写実画家を中心に作品を取り扱っている。特に、山梨県立美術館にジャン＝フランソワ・ミレーの《種をまく人》および《夕暮れに羊を連れ帰る羊飼い》を納入した実績で知られる。

## 来歴
飯田画廊は、1962年に飯田祐三によって創業された。創業当初より、銀座の画廊街の一角として、洋画を中心とした美術品の販売・紹介に携わってきた。創業者の兄弟も美術業界に関わっており、次男の飯田昌平は1968年より専務取締役として画廊に勤務。現在は小山市立車屋美術館の館長を務めている。三男の飯田功は、飯田画廊から独立し飯田美術を創業。写実絵画を中心に、若手作家の紹介にも力を入れている。

## 取り扱い作家
飯田画廊が取り扱ってきた主な画家には以下が含まれる。
- バルビゾン派：ジャン＝フランソワ・ミレー、ブリューゲル
- 近現代日本・洋画家：北川民次、片岡球子、塚原哲夫、小山田次郎、原雅幸